# St. Andrews
St. Andrews (Cill Rìmhinn, em gaélico escocês) é uma pequena cidade e antigo burgo real de Fife, na Escócia, Reino Unido. Possui uma população de aproximadamente 18.000 habitantes.
Possui uma das universidades em operação mais antigas do mundo.  